# Луазо, Жанна
Жанна Луазо (фр. Jeanne Loiseau; 6 марта 1854[…], Батиньоль-Монсо, Сена — 3 января 1921, Малый дворец, VIII округ Парижа) — французская писательница, поэтесса, переводчица

 и феминистка, ярый борец за права женщин и лауреат множества наград и литературных премий. Офицер Ордена Почётного легиона.

## Биография
Жанна Луазо родилась 6 марта 1854 года в небольшой деревушке Батиньоль-Монсо во французском департаменте Сена.
В 1882 году сборник её стихов «Fleurs d'avril» был увенчан Французской академией. Она также написала несколько сильных романов о современной жизни, например «Lèvres closes», «Passion slave» и «Comédiennes». Спустя четыре года она вновь выпустила стихотворный сборник «Rêves et visions» (1886). 

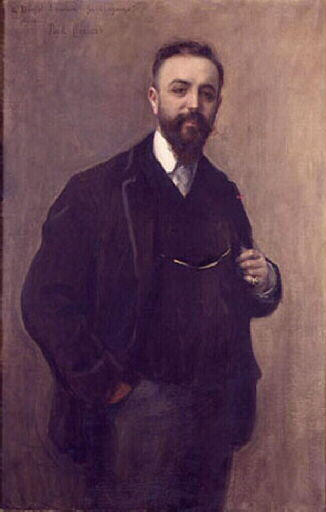
Лапаз, Анри — муж
(художник Поль Шаба)

Луазо чаще всего использовала псевдонимы «Daniel Lesueur» и «Daniel-Lesueur».
В 1891–1893 гг. она опубликовала двухтомный перевод сочинений английского поэта лорда Джорджа Гордона Байрона, который был удостоен ещё одной премии Французской академии.
В 1904 году Жанна Луазо вышла замуж за Анри Лапаза (1867—1925) — известного во Франции искусствоведа, куратора и художественного критика.
Луазо никогда не устраивал царящий в стране, как и во всей «просвещённой» Европе, патриархат и В 1905 году она опубликовала книгу об экономическом положении женщин под заглавием «Эволюция женщины», которая вызвала немало споров.
Она также была журналисткой феминистского журнала, основанного Маргаритой Дюран «La Fronde» (1897–1903), а также журнала «Femina» (1910–1912) и журнала «Политический, литературный и художественный ренессанс» (фр. La Renaissance politique, littéraire et artistique ; 1913–1920).
Жанна Луазо скончалась 3 января 1921 года в Малом дворце в городе Париже.

## Награды
- Орден Почётного легиона
- Медаль Королевы Елизаветы
- Медаль Французской признательности
- Монтионовская премия (1883)
- Поэтическая премия Французской академии (1885)
- Премия Аршон-Десперуз (1890)
- премия Ланглуа (1893)
- Премия Жуи (1899)
- Премия Витэ (1905).